# 이슬라데파스쿠아현

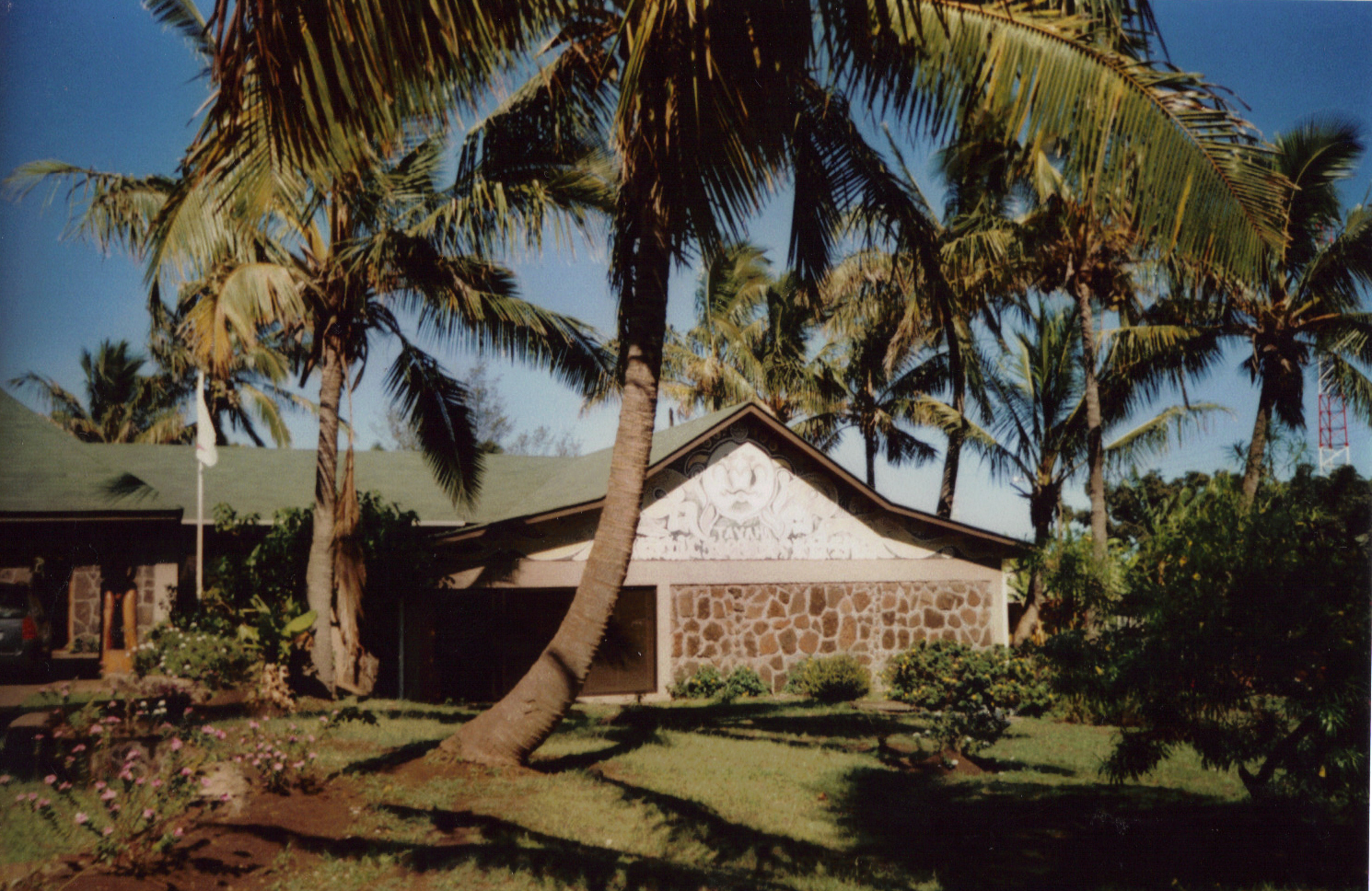

이슬라데파스쿠아현(스페인어: Provincia de Isla de Pascua)은 칠레 발파라이소 주를 구성하는 8개의 현 가운데 하나로 이스터 섬에 위치한다. 현도는 항가로아이며 면적은 163.6km2, 인구는 5,761명(2012년 기준), 인구 밀도는 35.21명/km2이다. 코무나가 이슬라데파스쿠아 하나뿐이다.